# Modest Maryański
Modest Maryański ps. Mary Ansky (ur. 15 czerwca 1854 w Trzemesznie, zm. 16 listopada 1914 w Gnieźnie) – polski podróżnik, inżynier górnik, poszukiwacz metali szlachetnych, założyciel i właściciel kopalń w Ameryce Północnej i Australii, kolekcjoner, publicysta i działacz polonijny.

## Życiorys
Był najmłodszym z jedenaściorga dzieci Sylwestra i Joanny z Marcinkowskich. Po ukończeniu gimnazjum w rodzinnym Trzemesznie studiował w Akademii Górniczej w Berlinie. Po złożeniu egzaminu i uzyskaniu dyplomu referendarza górniczego pracował w kopalniach Śląska, następnie w Truskawcu. W 1882 roku opublikował w „Gazecie Lwowskiej” artykuł Kopalnie truskawieckie. W 1887 roku wyemigrował, planując jechać do Australii. Po namowach przyjaciela przerwał podróż w Kalifornii. Pracował jako robotnik w San Francisco, później jako górnik w kopalniach złota i srebra różnych regionach Stanów Zjednoczonych, Meksyku i Kanady, także na Alasce, dochodząc do stanowiska inżyniera i rzeczoznawcy w kopalni złota w Cripple Creek w stanie Kolorado. W 1891 roku we Lwowie opublikowano broszurę Z kresów Ameryki Północnej jego autorstwa.
19 czerwca 1893 roku założył w Chicago wraz z dziewięcioma polskimi udziałowcami spółkę akcyjną o kapitale zakładowym 500 000 dolarów, która zakupiła starą kopalnię złota w Quartz Hill w stanie Kalifornia. Otrzymała nową nazwę Consolidated Kosciuszko Mine. Także w 1893 roku w Chicago wydał broszurę O emigracji – a w szczególności o emigracji polskiej do Stanów Zjednoczonych Północnej Ameryki. Po dwóch latach wyjechał do Europy, prowadził badania geologiczne w Hiszpanii, Włoszech, Szwecji i Norwegii, odwiedził także z odczytami Poznań i Częstochowę. W 1896 roku wyjechał przez Londyn do Ameryki, następnie z Vancouver udał się przez Hawaje, Markizy, Pitcairn, Samoa, Tonga, Fidżi i Norfolk do Sydney, gdzie dotarł 23 czerwca. Później przez Melbourne i Adelaide dopłynął 14 sierpnia do Fremantle. Został zaangażowany jako rzeczoznawca w tamtejszych kopalniach złota. 13 listopada 1896 roku zidentyfikował w kopalni Great Boulder Main Reef w Kalgoorlie próbki tellurku złota, które sklasyfikował, określając ich złoża jako niezwykle bogate. 9 grudnia opublikował informację o tym w dzienniku „The West Australian”, co spowodowało wzrost zainteresowania pokładami złota w Kalgoorlie i napływ tam kapitału.
W maju 1897 roku odkrył w Kalgoorlie złoża amalgamatu złota. Rok później zakupił 200-akrową posiadłość rolną w pobliżu Albany, którą zamierzał przeznaczyć pod sadownictwo, w 1899 roku nabył szereg działek górniczych w okolicy Donnybrook, na których założył kopalnię złota Maryanski Syndicate. Następnie wyjechał do Londynu, gdzie 27 lipca 1900 roku doprowadził do powstania spółki Donnybrook Goldfields Ltd. o kapitale zakładowym 350 000 funtów, która przejęła australijską kopalnię. Pomimo optymistycznych szacunków zamknięto ją po kilkunastu miesiącach jako nieopłacalną. Bank zajął również posiadłość rolną jako rekompensatę niespłaconej pożyczki. 
W 1903 roku powrócił do Stanów Zjednoczonych, przez następne trzy lata pracował w ponownie uruchomionej kopalni Kosciuszko Mine. Po jej wydzierżawieniu w 1906 roku przeniósł się na wschodnie wybrzeże, gdzie do 1910 roku wydawał tygodnik „Praca Polska”. W 1905 roku w Chicago ukazał się Jedyny w swoim rodzaju przewodnik polsko-angielski i słownik polsko-angielski dla wychodźców polskich i przybyszów do Stanów Zjednoczonych Ameryki Północnej i Kanady jego autorstwa. Pod koniec życia powrócił do Wielkopolski. Swoje zbiory geologiczne, botaniczne, zoologiczne i antropologiczne przekazał Poznańskiemu Towarzystwu Przyjaciół Nauk, którego był członkiem. Zmarł 16 listopada 1914 roku w Gnieźnie. Pochowany został na Cmentarzu św. Krzyża w Gnieźnie.